# Golubievka
Golubievka (en rus: Голубьевка) és un poble (un possiólok) de l'óblast de Saràtov, a Rússia, segons el cens del 20190tenia 202 habitants. Pertany al districte municipal d'Engels.